# Eugen d’Albert
Eugène Francis Charles d’Albert (Glasgow, 1864. április 10. – Riga, 1932. március 3.) skóciai születésű német zeneszerző, zongoraművész, karmester.
Tiefland (Hegyek alján) és Die toten Augen (A holt szemek) című operái máig  a műfaj népszerű darabjai.

## Élete
Szülei angol anya és francia–olasz apa, utóbbi Charles d'Albert, tánckomponista, a Covent Garden balettmestere. D’Albert soha nem beszélt jól angolul, németnek tartotta magát.
Autodidakta zenészként D’Albert ösztöndíjat nyert a londoni Királyi Zeneművészeti Főiskolán, és még fiatalon Bécsbe költözött. Weimarban Liszt Ferenc tanítványa (művei egyik első felvételét is ő intézte), valamint Johannes Brahms barátja és csodálója volt, akinek többször, nagy sikerrel adta elő két zongorakoncertjét.
Ifjúkorában a virtuóz híre gyorsan bejárta Európát, jórészt Hans Richternek köszönhetően, aki a bécsi közönségnek bemutatta. Budapesten először 1885-ben járt, aztán négy évtizeden keresztül vissza-vissza tért. 1890-ben Brahms dirigálásával játszotta a Pesti Vigadóban B-dúr zongoraversenyét. A kritikusok szerint előadói teljesítménye hullámzott, nagyban befolyásolta aznapi hangulata.
Az 1910-es évektől készített lemezeket, sok felvétele ma is megvan. 1895-től vezényelt is. A sikeres pianista telente hangversenykörutakat tett, nyáron komponált.
Szerzeményei közé tartozik egy szimfónia, két vonósnégyes, két zongora- és egy gordonkaverseny, sok dalt és zongoraszólót komponált. Legmaradandóbb kompozíciós sikere huszonkét operája. Legismertebb, a prágai Német Színházban bemutatott Hegyek alján, a főszerepekben két Magyarországról elszármazott énekessel: Alföldi Irénnel és Arányi Dezsővel (1903. november 15.). Ez a műve ötvözi az olasz verizmust és a német expresszionizmust. Manapság két-három operája van már csak színen.
Hatszor nősült meg; egyik felesége két évig a venezuelai zongorista, énekes és zeneszerző Teresa Carreño volt. Hivatalosan nyolc gyermeke született. Svájci állampolgárként 67 évesen, Rigában hunyt el. Sírja a Ticino kanton beli Morcotéban található.

## Művei

### Operák
- Der Rubin (Karlsruhe, 1893)
- Ghismonda (Drezda, 1895)
- Gernot (Mannheim, 1897)
- Die Abreise (Frankfurt am Main, 1898)
- Kain, zenei tragédia egy képben (1900) a berlini Staatsoper Unter den Lindenben, karmester: Franz Schalk
- Der Improvisator (Berlin, 1902)
- Tiefland (Hegyek alján) (Prága, 1903) (Magyar Királyi Operaház, 1908. november 17.)
- Flauto solo (Prága, 1905)
- Tragaldabas (Der geborgte Ehemann) (Hamburg, 1907)
- Izëyl (Hamburg, 1909)
- Die verschenkte Frau (Bécs, 1912)
- Liebesketten (Bécs, 1912)
- Die toten Augen (A holt szemek) (Drezda, Semperoper, karmester: Reiner Frigyes, 1916) (Magyar Királyi Operaház, 1921. november 12.)
- Der Stier von Olivera (Lipcse, 1918)
- Revolutionshochzeit (Lipcse, 1919)
- Scirocco (Darmstadt, 1921)
- Mareike von Nymwegen (Hamburg, 1923)
- Der Golem (Frankfurt am Main, 1926)
- Die schwarze Orchidee (Lipcse, 1928)
- Die Witwe von Ephesos (1930, nincs bemutatva)
- Wu úr (befejezte: Leo Blech, Drezda)

### Zenekari művek

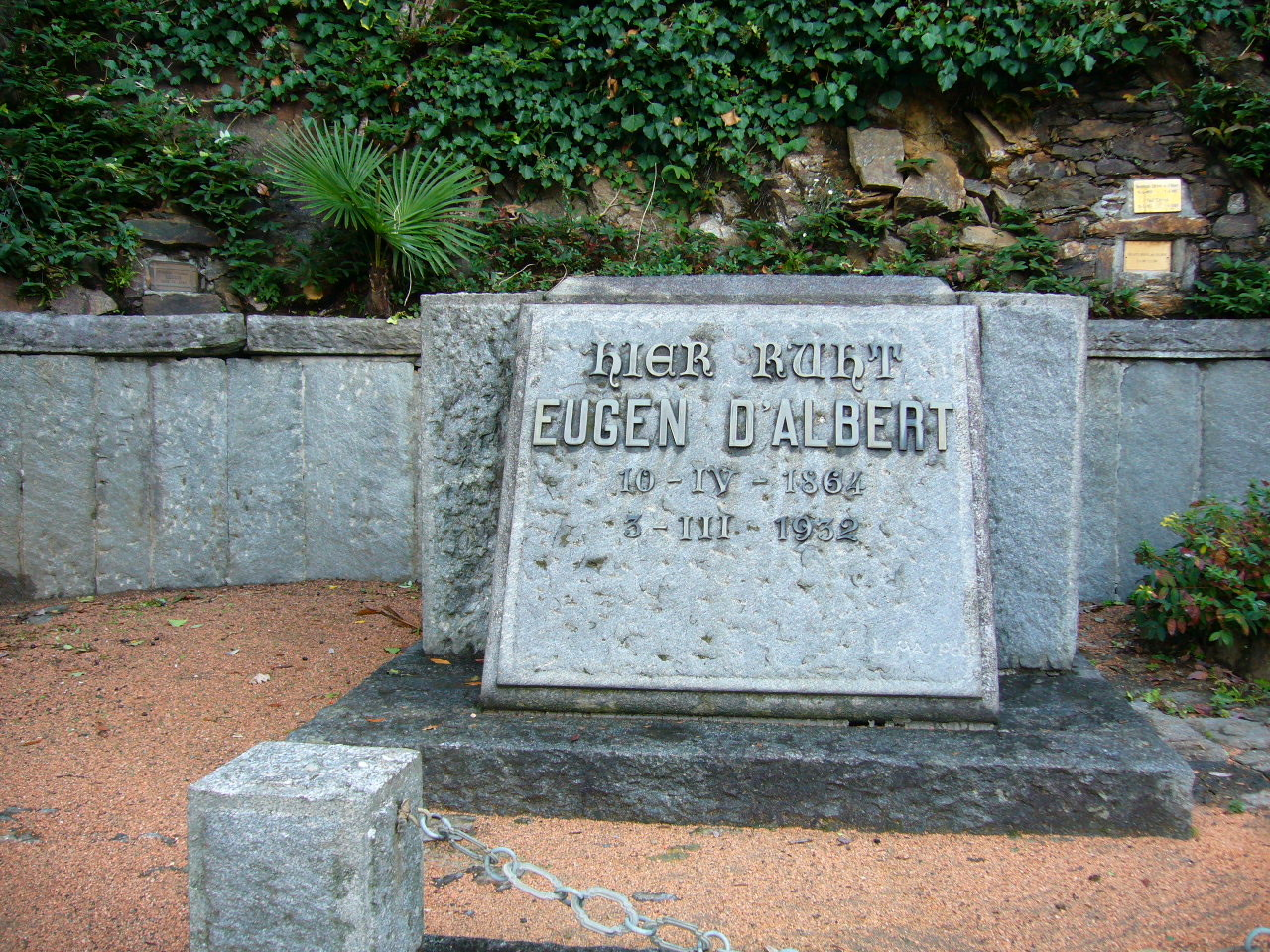
Morcotei sírja (Svájc, Ticino kanton)

- I., b-moll zongoraverseny, op. 2. (1884)
- F-dúr szimfónia, op. 4 (1886)
- Esther, op. 8 (1888)
- II., E-dúr zongoraverseny, op. 12. (1893)
- Gordonkaverseny, C-dúr, op. 20 (1899)
- Aschenputtel szvit, op. 33 (1924)
- A hegyek alján szimfonikus előjátéka, op. 34 (1924)

### Kamarazene
- d-moll zongoraszvit, op. 1 (1883)
- Nyolc zongoradarab, op. 5
- I., a-moll vonósnégyes (1887)
- Fisz-moll zongoraszonáta, op. 10 (1893)
- II., Desz-dúr vonósnégyes , op. 11 (1893)

### Vokális zene
- Der Mensch und das Leben, op. 14 (1893)
- Seejungfräulein, op. 15 (1897)
- Wie wir die Natur erleben, op. 24 (1903)
- Mittelalterliche Venushymne, op. 26 (1904)
- An den Genius von Deutschland, op. 30 (1904)

## Fordítás
Ez a szócikk részben vagy egészben  az   Eugen d'Albert című olasz Wikipédia-szócikk ezen változatának fordításán alapul.  Az eredeti cikk szerkesztőit annak laptörténete sorolja fel. Ez a jelzés csupán a megfogalmazás eredetét és a szerzői jogokat jelzi, nem szolgál a cikkben szereplő információk forrásmegjelöléseként.